# يعبد

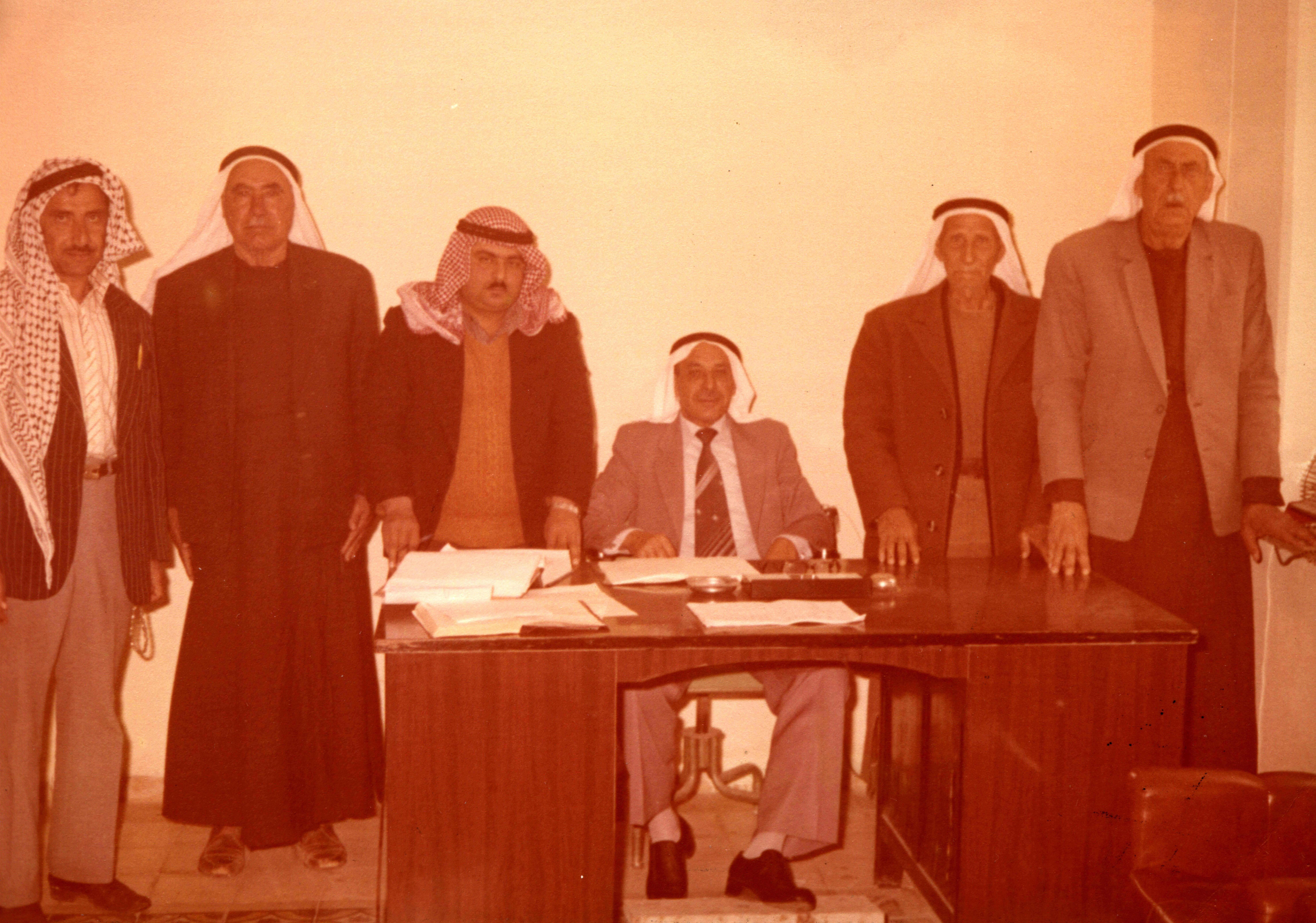

يعبد بلدة فلسطينية تتبع لمحافظة جنين، تقع على الطريق الرئيسي الواصل بين مدينتي طولكرم وجنين، وتبعد عن مدينة جنين 18 كم.

## التسمية
يَعبَد بفتح الياء والباء، يقال أن إبراهيم عليه السلام قد صلى وتعبد على قمة «جبل المصلى» المجاور للبلدة، فعرفت البلدة باسم «معبد» ثم حرف الاسم إلى «يعبد».

صورة لجبل المصلى بجوار يعبد

## التاريخ
عُثر بها على شقوف فخارية من العصور الفارسية والهلنستية والرومانية والبيزنطية والإسلامية المبكرة والعصور الوسطى.

### الدولة العثمانية

عز الدين القسام

في عام 1596 ورد اسم يعبد في سجلات الضرائب العثمانية على أنها موجودة في ناحية جبل سامي في لواء سنجق نابلس. كان عدد سكانها 62 أسرة وجميعهم مسلمون. كان السكان يدفعون ضريبة قدرها 33.3٪ على المنتجات الزراعية، بما في ذلك القمح والشعير والمحاصيل الصيفية والإيرادات العرضية والماعز وخلايا النحل ومعصرة الزيتون أو العنب، ما مجموعه 18,085 آقجة. ذهب نصف العائدات إلى وقف مخصص في الخليل. في عام 1694، مر الرحالة المسلم عبد الغني النابلسي، بيعبد وأشار إليها على أنها «قرية بين جنين وعرابة».
في القرنين السابع عشر والثامن عشر، اشتهرت يعبد بإنتاج أفضل أنواع الجبن في سنجق نابلس. سياسياً، كانت تحكمها عشيرة القادري المتحالفة مع عشيرة عبد الهادي القوية. في عام 1838، سُجِّلت على أنها قرية مسلمة، وتقع في حي الشعراويّة - الشرقية.
في عام 1870، أشار فيكتور غيران إلى أن يعبد تقع «على تل»، بينما في مسح صندوق استكشاف فلسطين لغرب فلسطين عام (1882)، وُصفت يعبد بأنها «قرية حجرية جيدة الحجم، بها عائلتين مسيحيتين، والباقي من المسلمين. وتقع القرية على سلسلة من التلال، وبها بئر في الجنوب وآخر منفصل صغير في الشرق يوجد فيه مقام صغير».

### الانتداب البريطاني
في تعداد عام 1922 من فلسطين، والذي أجرته سلطات الانتداب البريطاني، كان يبلغ عدد سكانها 1733 وجميعهم من المسلمين، زاد عددهم في تعداد 1931 ليبلغ عدد سكانها 2383 وكلهم مسلمون يسكنون في 418 منزل.
في عام 1935، وقعت معارك بين الثوار الفلسطينيين والانتداب البريطاني، واستشهد خلالها عز الدين القسام في أحراش يعبد وعدد من رجاله.
في إحصائيات عام 1945، بلغ عدد سكان يعبد (بما في ذلك الخلجان، وطورة الشرقية، ونزلة الشيخ زيد، وأم ريحان) حوالي 3,480 وجميعهم مسلمون، وبلغت مساحة الأرض حوالي 37,805 دونمًا، وفق مسح رسمي للأراضي والسكان. تم استخدام 6,035 دونم للزراعة والأراضي الصالحة للري، و9,955 دونمًا للحبوب، حين تم بناء 92 دونمًا (حضريًا).

### الإدارة الأردنية
في أعقاب الحرب العربية الإسرائيلية عام 1948، وبعد اتفاقيات الهدنة لعام 1949، أصبح يعبد تحت الحكم الأردني.
بلغ عدد السكان في يعبد وفق التعداد الأردني عام 1961 حوالي 4,709 نسمة.

### النكسة
وقعت يعبد تحت الاحتلال الإسرائيلي منذ حرب 1967. وبلغ عدد سكان يعبد في تعداد عام 1967 الذي أجرته إسرائيل 4,857 نسمة، منهم 581 ينحدرون من فلسطينيي 48.
في مايو 1985 شكلت خمس نساء من يعبد لجنة عمل المرأة التي فتحت روضة أطفال لـ 60 طفلاً وبدأت دورة الخياطة مع 32 شابة.
يقع منجم رئيسي للفحم بالقرب من يعبد ومعظم عمالها يأتون من المدينة. منذ إنشاء «المناطق المغلقة» وبناء جدار الضفة الغربية في شمال الضفة الغربية، شهدت بلدة يعبد والمدن والبلدات المحيطة ارتفاعاً في معدل البطالة وصل إلى 88٪ في عام 2006. انخفض متوسط الدخل السنوي «كثيرًا» بمقدار الثلث وفقًا للبنك الدولي.

## الجغرافيا
يعبد واحدة من البلدات التابعة لمحافظة جنين، وتقع إلى الجنوب الغربي من مدينة جنين وتبعد عنها 18 كم، وتقع يعبد على الطريق الرئيسي الواصل بين مدينتي طولكرم وجنين، كما يصلها مع جنين طريق رئيسي يمر عبر سهل عرابة، وتقع على ربوة متوسطة الارتفاع حيث ترتفع عن سطح البحر حوالي 360 مترًا، وتبلغ مساحة أراضيها 21,622 دونماً، منها حوالي 2000 دونم دونم مسطح بناء. يحيط بها من الشمال قرى العرقة، ونزلة الشيخ زيد، والطرم، وطورة الشرقية، وطورة الغربية. ومن الغرب برطعة الشرقية، وزبدة، والخلجان، أم دار، وامريحة، وفراسين. ومن الشرق كفيرت. ومن الجنوب عرابة، وكفر راعي، والنزلة الشرقية حيث محافظة طولكرم.

## السكان
في أحدث تعداد بلغ عدد سكان بلدة يعبد 16,012 نسمة وذلك خلال عام 2017، وفيما يلي التطور العددي لسكان البلدة:
| السنة                  | 1922 | 1945 | 1961 | 1967 | 1987 | 1997   | 2007   | 2017   |
| ---------------------- | ---- | ---- | ---- | ---- | ---- | ------ | ------ | ------ |
| التعداد السكاني للبلدة | 1737 | 3480 | 4709 | 4900 | 8500 | 10,766 | 13,640 | 16,012 |

### أعلام البلدة

اجتماع لأهالي يعبد -1975 م

- توفيق أبوبكر، (1942) كاتب وسياسي فلسطيني، عضو في المجلس الوطني الفلسطيني.[29]
- يوسف أحمد ريحان (المُلقب أبو جندل)، أعدمه الجيش الإسرائيلي في 14 أبريل 2002 أثناء معركة مخيم جنين.
- سامي الكيلاني، (1952-) كاتب قصصي وأكاديمي وناشط سياسي.
- وليد أبو بكر، (1938-) ناقد أدبي وروائي وصحفي.
- ثائر أبو بكر، (1975-) دبلوماسي فلسطيني.
- عاطف أبو بكر، (1946-) سياسي فلسطيني.
- أحمد رفيق عوض، (1960-) كاتب فلسطيني.
- أمين مسعود أبو بكر، (1963-) مؤرخ فلسطيني.

## معالم بالبلدة
يوجد بالبلدة معالم مختلفة، أهمها:
- أضرحة ومقامات الشهداء الصالحين.

أحراش يعبد المنسدلة على كتف تلة حجزت لنفسها مكانًا إلى الغرب من مدينة جنين، وبالتحديد "خربة الطرم" كما أطلق عليها منذ القدم، وتضم مجموعة كبيرة من أشجار السرو المتشابكة فوق مجموعة من الكهوف العميقة والمموهة بطريقة تمنح المكان لمسة جمال مميزة

- 9 مدارس للبنين والبنات (مدرسة الشهيد ياسر عرفات الأساسية للبنين، مدرسة ذكور يعبد الثانوية، مدرسة ذكور يعبد الأساسية (أبو العديس)، مدرسة بنات بيت المقدس الأساسية، مدرسة الملول الأساسية للبنات، مدرسة وكالة الغوث، مدرسة منيب المصري الأساسية المختلطة، مدرسة الشهيد عز الدين القسام الثانوية للبنين، مدرسة بنات يعبد الثانوية).
- 1 مدرسة لوكالة الغوث.
- 10 مساجد. (مسجد البيارة، مسجد يعبد الكبير، مسجد حارة بير الجمل، مسجد النور، مسجد الراس، مسجد المصطفى، مسجد الصحابة، مسجد جعفر الطيار، المسجد الأوسط، مسجد
- مؤسسات وجمعيات، منها: مركز يعبد الصحي الحكومي، مركز صحة الوكالة، مكتب الشؤون الاجتماعية، مكتب العمل، مركز الشرظة، مركز الدفاع المدني، فرع بنك فلسطين، 6 رياض أطفال، جمعية يعبد الخيرية، مركز الشيخ سلطان بن محمد القاسمي الثقافي، مركز نسوي، الهلال الأحمر الفلسطيني، جمعية أصدقاء المريض الخيرية، مكتب للبريد، أبراج شركة الاتصالات، ومبنى بلدية يعبد الجديد.
- مركز يعبد الصحي، والذي تم إنشاؤه عام 2020، مقابل لمدرسة الشهيد عز الدين القسام الثانوية للبنين عند مدخل البلدة الشرقي.
- حكم منطقة يعبد السنجق عواد الصدقي أحد أحفاد جابر بن عبد الله بن حرام الأنصاري وتفرعت عنه عشائر متعدده في نابلس والناصرة وأم الفحم وحيفا.

## الصحة
يحرق في مفاحم يعبد أكثر من 100 ألف طن حطب سنوياً ، ينبعث منها كمية هائلة من الغازات والأبخرة والرماد التي لها تأثيرات بيئية وصحية بالغة الخطورة، سواءً بالنسبة للعاملين في المشاحر أو المواطنين المقيمين بجوارها، وكذلك بالنسبة للمزروعات والحيوانات المتواجدة في المنطقة. لقد أدى الارتفاع الكبير لنسبة الغازات في منطقة يعبد إلى نتائج صحية سيئة في جميع الاتجاهات. يتضح من البيانات المتوفرة عن الوفيات وعدد حالات مراجعي الأمراض التنفسية الحادة والمزمنة بأن هذه المعدلات في بلدة يعبد هي أعلى بكثير منها في اليامون وقباطية.

## الاقتصاد

### الزراعة
يعتمد أهلها في معيشتهم على الزيتون، ويزرعون أيضًا الحبوب والخضار، كما يعملون في زراعة الدخان وصناعة الفحم، حيث تشتهر بلدة يعبد بزراعة وإنتاج الدخان الشامي، أو كما يعرف في فلسطين بالدخان العربي.

## معرض صور

مبنى بلدية يعبد
مسجد يعبد الكبير
يحرق في مشاحر يعبد أكثر من 100 ألف طن حطب سنوياً. أدى الارتفاع الكبير لنسبة الغازات في منطقة يعبد إلى نتائج صحية سيئة
بلدة يعبد تشتهر بزراعه الدخان الشامي-بعد الانتهاء من القطف للورقة الناضجة تكون عملية جديدة وهي عملية التخييط أو ما تسمى الشك حيث يمر طرف الورقة بخيط عبر إبرة طولها 25 سم وخيط خاص طوله متران ونصف حيث يصبح الخيط الواحد شبيه بقلادة

## وصلات خارجية
- موقع بلدية يعبد